# Nikola Leonard Ovanin
Nikola Leonard Ovanin (Sisak, 25 november 1911 - ?, 5 februari 1992) was een Kroatisch-Amerikaans componist en muziekpedagoog.

## Levensloop
Ovanin groeide op in Kroatië, maar vertrok al vroeg naar de Verenigde Staten. Hij studeerde onder andere aan het Cleveland Institute of Music in Cleveland en aan de befaamde Eastman School of Music, in Rochester (New York). Vervolgens was hij docent aan verschillende universiteiten (Universiteit van Rochester in Rochester, Humboldt State University in Arcata (vanaf 1949)) en aan colleges en highschools (Manhattan Community College in New York (vanaf 1967)). 
Als componist schreef hij vooral amusementsmuziek.

## Composities

### Werken voor orkest
- 1948 Dusk, voor houtblazers, hoorns, slagwerk en strijkers
- 1961 'Round 'n' round the Strings, voor jeugdorkest
- 1961 Silken Strings, voor jeugdorkest
- 1963 A Pair for Strings, voor jeugdorkest 
  1. Jack and Jill
  2. Spanish Lullaby
- Earth and Venus
- Four movements voor orkest
- Poem, voor strijkorkest

### Werken voor harmonieorkest
- 1948 Prelude Moderne
- 1967 Hatikvah (Hope)

### Werken voor koor
- 1964 One hundredth Psalm, voor gemengd koor
- Psalm 91, voor gemengd koor

### Vocale muziek
- 1978 Rosalynn, Jimmy loves you, voor zangstem en piano - tekst: Joseph Bernard Zak
- 1978 Elvis Presley's heart and soul, voor zangstem en piano - tekst: Joseph Bernard Zak
- 1981 Nancy and Ron, an American romance!, voor zangstem en piano - tekst: Joseph Bernard Zak
- 1984 Yippy I-A, voor zangstem en piano - tekst: William Dorsey Blake
- Let It Be Kindness, voor zangstem en piano - tekst: Judy Stewart

### Werken voor piano
- Colors